# Andrzej Butruk
Andrzej Butruk (ur. 4 maja 1964 w Warszawie, zm. 3 kwietnia 2011 tamże) – polski aktor, lektor, satyryk i piosenkarz.

## Życiorys
Był absolwentem PWST w Warszawie (1989). W latach 1989–1997 był związany z Teatrem Studio w Warszawie. Zadebiutował w 1988 roku w spektaklu Muzykoterapia wyreżyserowanym przez Andrzeja Strzeleckiego w Teatrze na Targówku w Warszawie. W tym samym roku debiutował też w filmie. Był znany z występów głównie jako Pan Poeta w telewizyjnym programie satyrycznym KOC - Komiczny odcinek cykliczny oraz jako wokalista w zespole T-raperzy znad Wisły. Występował głównie w epizodach filmowych. Był też lektorem w wielu reklamach telewizyjnych oraz w zapowiedziach filmów, seriali i programów w RTL 7 i TVN 7. Był także lektorem zapowiedzi filmów animowanych Walta Disneya będących na kasetach video i płytach DVD, którego dystrybutorem była firma Imperial Entertainment.
W 1989, na VII Ogólnopolskim Przeglądzie Spektakli Dyplomowych Szkół Teatralnych w Łodzi, otrzymał nagrodę za rolę w spektaklu Muzykoterapia i rolę Przyjaciela Pana Młodego w Weselu u drobnomieszczan.
W wyborach w 1991 kandydował do Sejmu z listy Polskiej Partii Przyjaciół Piwa.
Był mężem Aleksandry, córki Andrzeja Zaorskiego. Miał dwóch synów Jana (ur. 5 maja 1997 w Warszawie) i Franciszka (ur. 24 czerwca 2002 także w Warszawie).
6 kwietnia 2011 został pochowany na cmentarzu prawosławnym na Woli w Warszawie.

## Filmografia
- 2003: Pogoda na jutro – głos podglądającego "Claudii" (nie występuje w napisach)[3]
- 2001: Na dobre i na złe
- 2000: Chłopaki nie płaczą
- 1998: Ekstradycja 3
- 1999–2001: Klan
- 1994: Radio Powstańcze „Błyskawica”
- 1992: Żegnaj, Rockefeller – policjant
- 1991: Rozmowy kontrolowane
- 1988: Dekalog

## Dubbing

### Filmy i seriale
- 2005: Legenda telewizji – narrator
- 2002: Złap mnie, jeśli potrafisz
- 2002–2003: Café Myszka – narrator (odc. 7a)
- 2001–2002: Cubix – tata Connora
- 1999: Gwiezdne wojny: część I – Mroczne widmo – kapitan Panaka
- 1998: Tajemnica zaginionej skarbonki – tata Michała i Kasi
- 1992: Starcom: kosmiczne siły zbrojne Stanów Zjednoczonych –
  - asystent doktora Ostertaka (odc. 4),
  - pomocnik „Drągala” (od. 5)
- 1992: Diplodo
- 1992: Ulisses 31 – herszt piratów (pierwsza wersja odc. 13)
- 1991: Gumisie – duch sir Gallanta (pierwsza wersja odc. 32a)
- 1990–1992: Bouli
- 1990: Historie biblijne (pierwsza wersja dubbingowa) – jeden z synów Noego (odc. 2)
- 1988–1990: Pixie, Dixie i Pan Jinks (pierwsza wersja dubbingowa)
- 1988 : High Spirits  - Zjawy (lektor)

### Gry komputerowe
- 2010: Mass Effect 2 – Legion
- 2006: Wesoła szkoła 2 –
  - profesor Hieronim Zagadka,
  - leśniczy,
  - Euroglobek
- 2001: Original War – John Macmilan
- 2001: Baldur’s Gate II: Tron Bhaala – Haer’dalis
- 2000: Baldur’s Gate II: Cienie Amn –
  - Haer’dalis,
  - Ribald Kramarz,
  - Corgeig Topororęki
- 2000: MDK 2 –
  - Szwang Szwing,
  - Balonowy Mózg
- 1999: Dungeon Keeper 2 –
  - Mentor,
  - Rogaty Rozpruwacz

## Lektor
- 1995: Ślady. Tadeusz Gajcy
- 1994: Marek Hłasko bez mitów

## Teledyski
- 1996: T-raperzy znad Wisły – Nie tak, nie tak, nie tak
- 1996: T-raperzy znad Wisły – Lubię latem z aparatem
- 1996: T-raperzy znad Wisły – Bo gdy cyganka kocha
- 1996: T-raperzy znad Wisły – Maxi Kaz
- 1996: T-raperzy znad Wisły – Najwięcej smaku jest w polskim chłopaku
- 1998: T-raperzy znad Wisły – Ero-disco
- 1998: T-raperzy znad Wisły – Śnieżne reggae
- 1998: T-raperzy znad Wisły – Oddam
- 1998: T-raperzy znad Wisły – Europa